# Think About That
Think About That (englisch für ‚denk darüber nach‘) ist ein Lied der britischen Popsängerin Jessie J. Es wurde am 15. September 2017 als Einzeldownload unter dem Musiklabel Republic, als erste Single aus ihrem vierten Studioalbum R.O.S.E., veröffentlicht.

## Hintergrund
Think About That ist ein R&B-Song und wird vom Klavier begleitet. Geschrieben wurde das Stück von Jessie J in Zusammenarbeit mit Darhyl Camper, welcher das Lied unter dem Synonym DJ Camper auch produzierte. Die Sängerin enthüllte, dass sie das Lied schrieb, als sie eigentlich mit der Musik aufhören wollte.

## Musikvideo
Ein Musikvideo wurde zeitgleich mit der Single auf dem Vevokanal von Jessie J veröffentlicht. Es wurde von Erik Rojas, Brian Ziff und Jessie J gedreht. Am Anfang liegt die Sängerin gefesselt in Nässe. Sie befreit sich später und trägt dann Fischnetzkleidung und eine BDSM-artige Ledermaske. Sie krabbelt immer wieder vor die Kamera und tanzt auf einer düsteren Straße. Das Video wurde komplett in Schwarz-Weiß gefilmt und enthält Verweise auf BDSM.

## Mitwirkende
- Darhyl Camper – Liedtexter, Musikproduzent, Programmierung
- Jessie J – Gesang, Liedtexter
- Iván Jiménez – Abmischung (Assistent)
- Jaycen Joshua – Abmischung
- David Nakaji – Abmischung (Assistent)
- Simone Torres – Ingenieur[4]